# Dobritj
För andra betydelser, se Dobritj (olika betydelser).
Dobritj (bulgariska: Добрич, turkiska: Hacıoğlu Pazarcık, på svenska även skrivet Pazardžik) (stavas även: "Dobrich") är en stad i nordöstra Bulgarien med cirka 96 000 invånare (2015). Den ligger 52 kilometer norr om Varna och är huvudort i regionen Dobritj. Staden ligger mitt i södra Dobrudzja och är kulturellt och industriellt centrum i ett jordbruksområde mellan Donaus nedre lopp och svartahavskusten. Förutom vete, majs, sockerbetor, solrosor och bomull odlas på vissa ställen vin. 
1949-1991 hette staden Tolbuchin, efter den sovjetiske härföraren Fjodor Tolbuchin (1884-1949).

## Historia
Det nutida stadsområdet och dess omgivning har på grund av den fruktbara svartjorden redan sedan förromersk tid använts som kornbod och regionen blev i fokus för grannarnas politiska och ekonomiska intressen.
Staden ingick i Osmanska riket, men intogs 22 maj 1810 av ryska trupper. Vid Bulgariens självständighet från Osmanska riket 1878 beslöts på Berlinkongressen att Dobrudzja skulle delas i två - den norra delen gick till Rumänien och den södra till Bulgarien.
Efter slutet av det andra balkankriget 1913 tillföll Dobritj och södra Dobrudzja Rumänien. Under första världskriget besatte 3 september 1916 bulgariska trupper södra Dobrudzja. Vid freden i Neuilly-sur-Seine 27 november 1919 förlorade dock Bulgarien åter området till Rumänien. Under andra världskriget omreglerades södra Dobrudzjas tillhörighet i Craiovafördraget. Sedan 7 september 1940 tillhör området och därmed även Dobritj Bulgarien.
Hela södra Dobrudzja är mycket lantligt, och Dobritj är ett landsortscentrum med maskinbygge, marknad, livsmedels- och textilindustri. I stadens centrum finns ett etnografiskt museum, där stadens utveckling kan beskådas. 
I Dobritj och dess omgivning lever en stor turkisk minoritet, däribland många som tillhör det kristna turkfolket gagauzerna.

## Kända personer från Dobritj
- Peter Zvetkov, kompositör